# فريدريك الخامس (ناخب بالاتينات)
فريدريش الخامس (بالألمانية: Friedrich V. von der Pfalz) (بالألمانية : Friedrich V) (أمبيرغ 16 أغسطس 1596 - ماينتس 29 نوفمبر 1632) ناخب بالاتينات (1610-1623)، وباسم كما فريدرخ الأول (بالتشيكية : Fridrich Falcký) كان ملك بوهيميا (1619-1620 ونظرا لعهده القصير هنا لقب بملك الشتاء، بالتشيكية Zimní král). وهو ابن ووريث فريدريخ الرابع والكونتيسة لويز يوليانا فان ناساو ابنة فيلم الصامت وشارلوت دو بوربون.
تزوج من ابنة جيمس الأول ملك إنجلترا وآن من الدانمارك إليزابيث ستيوارت عام 1613 وانجبا ثمانية أبناء ومنهم صوفي بالاتينات التي تزوجت إرنست أوغست، ناخب هانوفر وانجبا جورج الذي أصبح عام 1714 ملك بريطانيا العظمى. ومن أبنائه روبرت الذي ساند خاله تشارلز الأول ملك إنجلترا في حربه ضد الجمهوريين.
وُلد في منتجعٍ للصيد قرب أمبيرغ في بالاتينات العليا، خلف فريدرخ الخامس والد كأمير ناخب لبالاتينات الراينية في الإمبراطورية الرومانية المقدسة في عام 1610. في عام 1619 تمردت بروتستانتيو بوهيميا على رأس الرومانية المقدسة الكاثوليكي فرديناند الثاني، عارضين تاج بوهيميا على فريدرخ، لكونه عقلاني وباطني وكالفيني، كان عضواً بارزاً في الرابطة البروتستانتية، وهي منظمة أسسها والده لحماية البروتستانت في الإمبراطورية.

## الجدل حول الوصاية 1610 - 1614
في 19 سبتمبر عام 1610، توفي والده فريدرش الرابع بعد تمتعه «بحياة رغيدة»؛ وكان ابنه يبلغ من العمر 14 عامًا في ذلك الوقت. بموجب شروط مرسوم الذهبي لعام 1356، اقتضى أن يكون أقرب أقارب فريدرش من الذكور بمثابة الوصي عليه ووصي العرش على البالاتينات حتى بلوغ فريدرش سن الرشد. ومع ذلك كان أقرب أقاربه من الذكور الكاثوليكي فولفغانغ فيلهلم، كونت بالاتينات نيوبورغ، لذلك قبل وقت قصير من وفاته، أعلن فريدرش الرابع أن فيتلسباخ آخر وهو يوهان الثاني، كونت بالاتينات تسفايبروكن، سيكون وصيًا على ابنه. رحب فريدرش الخامس بيوهان في هايدلبرغ، بينما مُنع فولفغانغ فيلهلم من الدخول. أدى ذلك إلى نشوب نزاع ساخن بين أمراء الإمبراطورية الرومانية المقدسة، في عام 1613، تدخل ماتياس، الإمبراطور الروماني المقدس في هذا النزاع، وكانت النتيجة أن فريدرش الخامس كان قادرًا على بدء حكمه الشخصي على بالاتينات على الرغم من أنه كان ما يزال دون السن القانونية. انتهى النزاع في عام 1614، عندما بلغ فريدرش عامه الثامن عشر. ومع ذلك، فإن هذا الخلاف قد تسبب في سفك الكثير من الدماء بين الأسرتين.

## الحكم الانتخابي قبل حرب الثلاثين عامًا 1614 – 1618
تمثل أول ما قام به فريدرش عند توليه مقاليد الحكم هو الحضور في اجتماع للاتحاد البروتستانتي، حيث أصيب بالحمى وكاد يموت. وصفه المعاصرون لاحقًا بأنه متقلب المزاج وحزين وربما مصاب بالاكتئاب. على هذا النحو، نقل فريدرش الكثير من المسؤولية إلى مستشاره كريستيان الأول أمير أنهالت برنبورغ.
قام فريدرش بحملة بناء كبيرة تهدف إلى تمجيد نظام حكمه. بالإضافة إلى تحسينات قلعة هايدلبرغ المذكورة أعلاه، إذ جدّد حديقة الفناء المعروفة باسم هورتوس بالاتينوس، التي صممها البستاني الإنجليزي إنيغو جونز والمهندس الفرنسي سالومون دي كاوس. تم تصوير فريدرش فيها على هيئة أبولو وهرقل.
من الناحية السياسية، وضع فريدرش نفسه كزعيم للأمراء البروتستانت في الإمبراطورية الرومانية المقدسة وأيضًا كمدافع عن حرية النبلاء الألمان ضد ماتياس الكاثوليكي، الإمبراطور الروماني المقدس. منذ صلح أوغسبورغ، حققت الإمبراطورية توازنًا بين الإمارات الكاثوليكية واللوثرية والكالفينية (على الرغم من عدم الاعتراف بالكالفينية في صلح أوغسبورغ). تطورت الصراعات بين أمراء هذه الأديان الثلاث إلى صراع شديد حول دستور الإمبراطورية. علاوةً على ذلك، كان من المقرر أن تنتهي هدنة الاثني عشر عامًا، التي توقفت في حرب الثمانين عامًا، في عام 1621، وكان من المرجح أن تؤدي إلى تجدد القتال بين جمهورية هولندا والإمبراطورية الإسبانية.
بالنظر إلى موقعها المركزي في ألمانيا، كانت بالاتينات عرضةً لغارات القوات الإمبراطورية من أراضي هابسبورغ الوراثية. على عكس العديد من إمارات الإمبراطورية الرومانية المقدسة، لم تتمكن بالاتينات الانتخابية من بسط سيطرتها الكاملة، لكنها كانت تتألف من مقاطعتين غير مترابطتين محاطتين بأراضي أجنبية. تركزن بالاتينات السفلى في هايدلبرغ، بينما تركزت بالاتينات العليا في آمبرغ. هيمنت الزراعة على اقتصاد بالاتينات السفلى، بينما اعتُبرت بالاتينات العليا منطقة تعدين والتي أصبحت من أنجح الاقتصادات في أوروبا.

## روابط خارجية
- فريدريش الخامس ناخب بالاتينات على موقع الموسوعة البريطانية (الإنجليزية)